# 森本裕介
森本裕介（日语：／ Morimoto Yūsuke，1991年12月21日—），身高164公分，體重58公斤，日本高知縣土佐市人，職業是IDEC株式会社的軟體工程師。日本TBS電視台特別節目極限體能王SASUKE史上第四位完全制霸者、第二位兩度完全制霸的人，雲梯日本紀錄保持者（425公尺），綽號為「完全制霸的極限體能王君（完全制覇のサスケ君）」。

## 人物
- 7歲時初次觀看極限體能王第3回大會，看到山田勝己挑戰最終舞台的畫面，就沉迷其中，不斷期望能登場，中學與高中時期參加社團活動都是為了參加極限體能王。15歲中學三年級時初次參加SASUKE第18回大會，成為該回大會最年輕參賽者[2]。
- 高知大學與研究所畢業，初次參賽開始，由中學生、高中生、大學生、大學院生、IDEC株式会社軟體工程師不斷的成長，大學時期則是擔任攀岩社社長，並在雲梯攀登達成425公尺成為日本紀錄保持者。
- 於高知的老家設有極限體能王練習的關卡，也曾私下拜會極限體能王全明星，努力鍛鍊，並參加有利選手們舉辦的合宿活動，並於就職的IDEC員工宿舍增設簡易關卡練習。
- 最喜歡的名詞是「繼續就是力量（継続は力なり）」。[3]

## 特徵
- 第一次登場時為18回大會，身穿修行中的上衣參賽被稱為「修行中的中學生」，在蜘蛛跳躍落水，15歲中學三年級成為該回大會最年少參賽者。
- 接著在第19回大會身穿「還在修行中」上衣參賽，於乘風破浪落水。
- 之後陸續參加第21回、第22回大會皆於第一舞台出局，畫面被全剪（第21回在蜘蛛跳躍、第22回在聳立高牆出局）。
- 第27回大會，相隔5回大會參賽終於闖過第一舞台，在第二舞台旋轉鐵鍊落水（畫面中途剪接），該回被稱呼「雲梯日本紀錄保持者（うんてい日本記録保持者）」。
- 第28回大會缺席，於第29回大會首次闖入第三舞台，初次挑戰就成為首位闖過瘋狂巔峰戰士，於地獄滑桿落水，成為該回大會最優秀成績者。該回大會開始每次登場皆被節目稱為「極限體能王君（サスケ君）」。
- 第29回大會以後，該回大會由於是作為東南亞國協開幕盃日本代表選拔特別大會，因此森本成為正式日本代表，於分項個人競賽與各國團體賽紛紛拿下銀牌。
- 第30回紀念大會，首次背上了代表紀念3000人次參賽的3000號的重擔，成功闖過第一舞台，卻於第二舞台上回差點失敗而最擔心的芝麻開門時間到。
- 第31回大會，終於如願闖入最終舞台，也是唯一突破第三舞台者，並成為史上第四位完全制霸者，而且是史上最年輕的完全制霸者。
- 第32回大會由於研究所畢業正就職中，為了要能在大會中表現完美的一面因此特別缺席該回大會。
- 第33回大會回歸，背上100號的重擔於第一舞台的新關卡魚刺橋差點落水，最終闖到第三舞台，在該回大會最多人失敗的鋼管飛越落水。
- 第34回大會，成為史上第二位闖過無敵瘋狂巔峰戰士，在垂直極限改體力用盡而落水，成為該回大會最後與最優秀成績者。
- 第35回大會，再度闖過無敵瘋狂巔峰戰士，第32回改版以來首度再次闖入最終舞台，最後於新增關卡鯉魚躍龍門耗費過多體力，於攀繩時間到。
- 第36回大會，連續三次闖過無敵瘋狂巔峰戰士（唯一於巔峰戰士系列關卡不曾失敗者），繼大森晃、長野誠後第三位連續闖進最終舞台者，僅差1秒於攀繩時間到。
- 第37回大會，意外在聳立高牆出局
- 第38回大會，闖過前回失敗的聳立高牆，一路闖到最終舞台並達成完全制霸，成為漆原之後史上第二位兩度完全制霸的完全制霸者。
- 第39回大會，受到第一舞台後半大雨的影響，於二連聳立高牆第二道牆時間到。
- 第40回大會，成為唯一兩度取得紀念大會最後參賽者號碼，4000號的挑戰者，並第五度闖進最終舞台追平長野誠五次挑戰最終舞台紀錄，再度差1秒於攀繩時間到。

自第33回大會以來背負100號選手身分挑戰自今（第40回為4000號）已連續8回，是連續最多次取得100號的選手。

## 歷屆SASUKE參賽成績
中是在該屆大會的出場背號，粗體和★記號表示為該屆大會最佳成績。○內的符號代表當大會的名次
- 第18回大會 （91）   1-04 蜘蛛跳躍
- 第19回大會 （71）   1-05 乘風破浪
- 第21回大會 （52）   1-04 蜘蛛跳躍（畫面全剪）
- 第22回大會 （27）   1-06 聳立高牆（畫面全剪）
- 第27回大會 （84）   2-14 旋轉鐵鍊（中途剪接）⑪
- 第29回大會 （79）   3-19 地獄滑桿（跳躍失敗）★ ①
- 第30回大會 （3000） 2-14 芝麻開門（時間到）⑩
- 第31回大會 （91）   完全制霸（剩餘2.59秒，史上第四位完全制霸者）★ ①
- 第33回大會 （100）  3-19 鋼管飛越（第1→2段）④
- 第34回大會 （100）  3-22 垂直極限（第一段中間體力用盡落水）★ ①
- 第35回大會 （100）  Final-24 攀繩（體力消耗過多剩約4公尺時間到）★ ①
- 第36回大會 （100）  Final-24 攀繩（差1秒時間到）★ ①
- 第37回大會 （100）   1-06 聳立高牆（時間到）
- 第38回大會 （100）   完全制霸（剩餘2.52秒，史上第二位兩度完全制霸）★ ①
- 第39回大會 （100）   1-07 二連聳立高牆（第二道牆時間到）
- 第40回大會 （4000） Final-24 攀繩（差1秒時間到）★ ①

## 外部連結
- 森本裕介 （页面存档备份，存于） - 本人Twitter